# Acacia maritima
Acacia maritima é uma espécie de leguminosa do gênero Acacia, pertencente à família Fabaceae.